# Calheta de Nesquim
Calheta de Nesquim is een plaats (freguesia) in de Portugese gemeente Lajes do Pico en telt 418 inwoners (2001). De plaats ligt op het eiland Pico, onderdeel van de Azoren.